# Thomas Benton Cooley

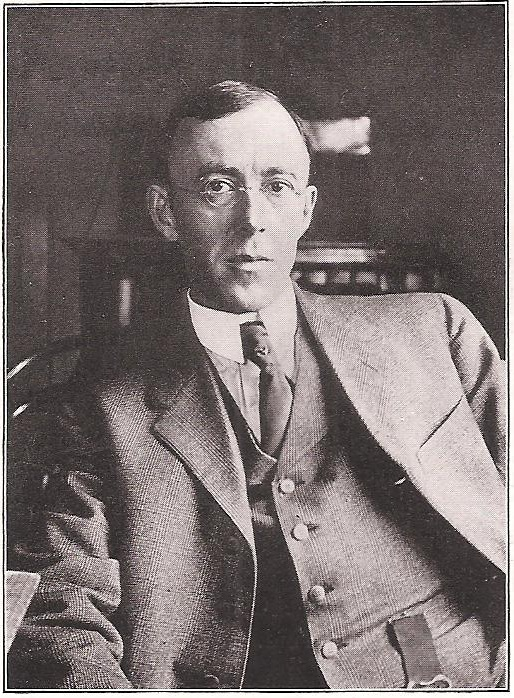
Thomas Benton Cooley

Thomas Benton Cooley (* 1871 in Ann Arbor (Michigan); † 13. Oktober 1945) war ein US-amerikanischer Kinderarzt. Er war Erstbeschreiber einer Form der Thalassämie (Beta-Thalassämie), die daher lange Zeit Cooley-Anämie genannt wurde.

## Leben
Cooley war Sohn von Thomas M. Cooley, Richter am Obersten Gerichtshof von Michigan. Nachdem er die Universität in Michigan abgeschlossen hatte, absolvierte er zunächst eine Assistenzarztzeit am Boston City Hospital. Anschließend kehrte er nach Michigan zurück, arbeitete und unterrichtete an der dortigen Medical School. Nach einem Jahr in Übersee 1900 kehrte er nochmals als Assistenzarzt ans Boston City Hospital zurück. 1903 wurde er zum Dozenten für Hygiene an der Universität von Michigan ernannt. 1905 wechselte er nach Detroit, wo er der erste etablierte Kinderarzt war. Während des Ersten Weltkriegs war er stellvertretender Leiter des Children’s Bureau des Amerikanischen Roten Kreuzes, wofür ihm 1924 von der französischen Regierung das Kreuz der Ehrenlegion verliehen wurde. Nach Kriegsende übernahm er von 1921 bis 1941 erneut die Leitung der Kinderklinik in Detroit. Von 1936 bis 1941 war er darüber hinaus Professor für Kinderheilkunde an der Wayne Universität.

## Wirken
Innerhalb der Kinderheilkunde war Cooley auf die Erkrankungen des Blutes und der blutbildenden Organe (Hämatologie) spezialisiert. Dabei interessierten ihn insbesondere die Anämien im Kindesalter. 1925 veröffentlichte er eine Arbeit über eine angeborene Anämie mit Vergrößerung der Milz und auffälligen Veränderungen der Knochen. Diese gilt bis heute als Erstbeschreibung der Beta-Thalassämie. 1941 war Cooley Präsident der American Pediatric Society (APS).
Am 8. Oktober 2014 wurde ein Asteroid nach ihm benannt: (4830) Thomascooley.

## Werke
A Series of Cases of Splenomegaly in Children, with Anemia and peculiar Bone Changes. 1925